# Armand Blanchonnet
Armand Blanchonnet (Gipcy, Alier, 23 de desembre de 1903 - Cernay-la-Ville, 17 de setembre de 1968) va ser un ciclista francès, que fou professional entre 1924 i 1934. Com a ciclista amateur aconseguí els seus principals èxits, dues medalles d'or als Jocs Olímpics de 1924. Com a professional destaca el Campionat de França en ruta de 1931.

## Palmarès
- 1924
  -  Campió olímpic de contrarellotge individual
  -  Campió olímpic de contrarellotge per equips
- 1926
  - 1r a la París-Évreux
- 1930
  - 1r als Sis dies de París (amb Charles Pelissier)
  - 1r al Premi Dupré-Lapize (amb Onésime Boucheron)
- 1931
  -  Campió de França en ruta
- 1932
  - 1r als Sis dies de Marsella (amb Piet van Kempen)